# Рооба, Урмас
Урмас Рооба (эст. Urmas Rooba; 8 июля 1978, Каарука, Роосна-Аллику, Ярвамаа) — эстонский футболист, левый защитник. Выступал за национальную сборную Эстонии.

## Биография

### Клубная карьера
Начал заниматься футболом в Пайде (тренер — Виктор Метс) и Таллине (тренер — Уно Пийр). В 1995 году вместе со своим братом Меэлисом подписал контракт с таллинской «Флорой». В первых сезонах своей карьеры играл в аренде за клубы из посёлка Лелле и «Тервис» из Пярну. В основном составе «Флоры» дебютировал в сезоне 1995/96, но регулярным игроком основы так и не стал.
В 2000 году перешёл в датский «Мидтьюлланн», где стал основным игроком и за два сезона сыграл 63 матча в чемпионате Дании, становился бронзовым призёром чемпионата. В 2002 году перешёл в один из сильнейших клубов страны — «Копенгаген», в его составе трижды становился чемпионом Дании. В середине 2000-х годов получил тяжёлую травму, из-за которой несколько сезонов практически не играл. В 2007 году перешёл в финский «ТПС», в котором провёл полтора сезона, затем вернулся в «Флору», а в 2009 году полгода отыграл за финский «Яро».
В 2010 году перешёл в «Пайде», который тренировал его брат, выступал за этот клуб до конца карьеры в 2014 году. С 2011 года также работал в руководстве местного спортивно-оздоровительного комплекса.

### Карьера в сборной
Дебютный матч за сборную Эстонии сыграл 7 июля 1996 года против Латвии, и в нём же забил свой первый гол. Стал одним из трёх футболистов (по состоянию на 2017 год), кому удавалось забить гол в своей дебютной игре за сборную Эстонии. Всего сыграл за национальную команду 70 матчей и забил 1 гол (по другим данным, 72 матча и 2 гола). В одной игре был капитаном сборной (в 2004 году против России).

## Достижения
- Чемпион Эстонии (2): 1997/98, 1998
- Серебряный призёр чемпионата Эстонии (2): 1996/97, 2000
- Бронзовый призёр чемпионата Эстонии (2): 1995/96, 1999
- Чемпион Дании (3): 2002/03, 2003/04, 2005/06
- Серебряный призёр чемпионата Дании (1): 2004/05
- Бронзовый призёр чемпионата Дании (1): 2001/02
- Бронзовый призёр чемпионата Финляндии (1): 2007

## Личная жизнь
Брат, Меэлис Рооба (род. 1977) тоже был футболистом, сыграл 50 матчей за сборную Эстонии, впоследствии — тренер.